# 大相撲平成24年7月場所
大相撲平成24年7月場所（おおずもうへいせい24ねん7がつばしょ）は、2012年7月8日（日）から7月22日（日）まで愛知県体育館で開催された大相撲本場所。
幕内最高優勝は、大関・日馬富士公平（15戦全勝・6場所ぶり3回目）

## 場所前の話題など
番付発表は2012年（平成24年）6月25日。

## 番付・星取表
| 東         | 成績      | 結果   | 番付   | 西       | 成績    | 結果   |
| ---------- | --------- | ------ | ------ | -------- | ------- | ------ |
| 白鵬       | 14勝1敗   |        | 横綱   |          |         |        |
| 稀勢の里   | 10勝5敗   |        | 大関   | 琴奨菊   | 10勝5敗 |        |
| 把瑠都     | 9勝6敗    |        | 大関   | 日馬富士 | 15勝    | 優勝   |
| 琴欧洲     | 9勝6敗    |        | 大関   | 鶴竜     | 9勝6敗  |        |
| 豪栄道     | 7勝7敗1休 |        | 関脇   | 栃煌山   | 4勝11敗 |        |
| 妙義龍     | 8勝7敗    | 技能賞 | 小結   | 豊ノ島   | 5勝10敗 |        |
| 旭天鵬     | 2勝13敗   |        | 前頭1  | 安美錦   | 6勝9敗  |        |
| 碧山       | 8勝7敗    |        | 前頭2  | 隠岐の海 | 4勝11敗 |        |
| 若荒雄     | 3勝12敗   |        | 前頭3  | 松鳳山   | 8勝7敗  |        |
| 栃ノ心     | 9勝6敗    |        | 前頭4  | 豪風     | 7勝8敗  |        |
| 阿覧       | 9勝6敗    |        | 前頭5  | 髙安     | 6勝9敗  |        |
| 豊真将     | 9勝6敗    |        | 前頭6  | 翔天狼   | 7勝8敗  |        |
| 臥牙丸     | 10勝5敗   |        | 前頭7  | 豊響     | 9勝6敗  |        |
| 嘉風       | 7勝8敗    |        | 前頭8  | 魁聖     | 11勝4敗 | 敢闘賞 |
| 雅山       | 8勝7敗    |        | 前頭9  | 時天空   | 9勝6敗  |        |
| 玉飛鳥     | 2勝13敗   |        | 前頭10 | 宝富士   | 6勝9敗  |        |
| 玉鷲       | 4勝11敗   |        | 前頭11 | 北太樹   | 9勝6敗  |        |
| 佐田の富士 | 5勝10敗   |        | 前頭12 | 隆の山   | 5勝10敗 |        |
| 大道       | 10勝5敗   |        | 前頭13 | 舛ノ山   | 11勝4敗 | 敢闘賞 |
| 栃乃若     | 5勝10敗   |        | 前頭14 | 若の里   | 8勝7敗  |        |
| 寶智山     | 1勝14敗   |        | 前頭15 | 千代大龍 | 8勝7敗  |        |
| 勢         | 7勝8敗    |        | 前頭16 |          |         |        |

## 優勝争い
優勝争いは前半7日間が終わって、全勝が横綱白鵬、大関把瑠都、日馬富士と平幕大道の4人で、それを1敗4人が追う展開だった。全勝のうち把瑠都と大道は中日から3連敗で優勝争いから脱落、1敗力士も次々脱落し、中盤戦10日間が終わると、全勝2人を1敗の魁聖が追う展開となっていた。
1敗の魁聖は西前頭8枚目ながら11日目に関脇豪栄道との割が組まれて敗北。白鵬と日馬富士の割は慣例に従えば12日目の予定だったが、審判部の意向でこれは延期され、白鵬は大関琴奨菊、日馬富士は同じく鶴竜に快勝して全勝をキープ。12日目終了時点で全勝2人の直接対決は組まれておらず、1敗・2敗力士がいなかったことから、この時点で優勝争いは全勝の2人に絞られた。
延期となった両者の直接対決は結局千秋楽結びの一番で組まれたが、両者が13日目も全勝を守っていたことから、全勝決戦となる可能性もあり、注目が集まった。先に土俵に上がった日馬富士は琴欧洲に勝って14連勝。その相撲を土俵下の控えで見てから土俵に上がった白鵬は、大関稀勢の里と制限時間後2度の立合い不成立の末に、3度目の立合いで左へ変化して全勝をキープ。千秋楽は14戦全勝同士の相星決戦となったが、日馬富士が寄り切りで白鵬に勝って自身初の15戦全勝優勝を達成した。

## 各段優勝・三賞
- 幕内最高優勝　日馬富士公平　15戦全勝（6場所ぶり3度目）
  - 殊勲賞　該当者なし
  - 敢闘賞
    - 魁聖一郎　11勝4敗（7場所ぶり2度目）
    - 舛ノ山大晴　11勝4敗（初）

  - 技能賞　妙義龍泰成　8勝7敗（2場所連続3度目）
- 十両優勝　千代の国憲輝　11勝4敗
- 幕下優勝　山口雅弘　7戦全勝
- 三段目優勝　渡辺太志　7戦全勝
- 序二段優勝　栃大邦尚斗　7戦全勝
- 序ノ口優勝　岩﨑拓也　7戦全勝

## トピック
- 前場所で平幕優勝した旭天鵬は、この場所の番付は東前頭筆頭で、三役復帰はならなかった。平幕優勝力士が次の場所でも平幕に留め置かれたのは61年ぶり史上2度目だった[2]。またこの場所は初日から8連敗のストレート負け越しを喫したが、優勝次場所で8連敗のストレート負け越しをしたのは旭天鵬が史上初めてだった[3]。この連敗は「13」まで伸びており、優勝次場所でのワースト記録の2勝13敗を更新する可能性もあったが[4]、最後は2連勝で2勝13敗とし、優勝次場所でのワースト記録は更新せずに済んだ。
- この場所は1983年9月場所以来、29年ぶりの千秋楽全勝対決で幕内最高優勝を決定したが、過去4回の同様のケースは全て横綱同士での決戦で、横綱と大関の対決となったのは5度目にして史上初だった。[5]
- この場所、1990年（平成2年）生まれの舛ノ山が敢闘賞を受賞し、平成生まれ初の三賞受賞者となった。[6]
- 横綱白鵬は旭天鵬、日馬富士と連続して賜杯を奪われ、2010年3月場所で一人横綱になって以降で初めて2場所連続で優勝を逃した。[7]
- 5日目に大関琴欧洲と前頭2枚目碧山の割が組まれ、史上初のブルガリア出身力士同士の対戦となった。結果は、寄り倒しで琴欧洲の勝ちだった。[8]
- 6日目に大関把瑠都が前頭3枚目若荒雄相手に珍手の波離間投げを決めた。この技が幕内で決まるのは2010年11月場所以来。[9]
- この場所後に元十両の栃不動が現役引退を発表した。[10]